# كريستيان أوقست فريدريش بيترز
كريستيان أوقست فريدريش بيترز (بالألمانية: Christian August Friedrich Peters)‏ (و. 1806 – 1880 م) هو عالم فلك، وأستاذ جامعي من ألمانيا . ولد في هامبورغ. وكان عضواً في الأكاديمية الملكية السويدية للعلوم، والأكاديمية الأمريكية للفنون والعلوم، والأكاديمية الملكية الدنماركية للعلوم والآداب، والأكاديمية الروسية للعلوم، والأكاديمية البروسية للعلوم .
توفي في كيل، عن عمر يناهز 74 عاماً.

## مناصب وهيئات
أدار جامعة كيل.

## جوائز
حصل على جوائز منها:
- الميدالية الذهبية للجمعية الفلكية الملكية (1852).